# Josh Bard
Joshua David Bard (né le 30 mars 1978 à Ithaca, New York, États-Unis) est un receveur des Ligues majeures de baseball qui évolue de 2002 à 2011.

## Carrière
Josh Bard est drafté par les Twins du Minnesota au 35e tour de sélection en 1996, mais il ne signe pas de contrat avec l'équipe et choisit plutôt de poursuivre sa carrière à l'Université de Texas Tech à Lubbock, Texas. En 1999, il est réclamé au troisième tour par les Rockies du Colorado, signe un contrat et amorce sa carrière professionnelle dans les ligues mineures. Sans jamais jouer pour les Rockies, Bard est échangé aux Indians de Cleveland le 2 juin 2001 en compagnie du voltigeur Jody Gerut. Colorado obtient en retour Jacob Cruz, un autre voltigeur.
Bard, un receveur, fait ses débuts dans les majeures avec les Indians de Cleveland le 23 août 2002. À sa saison recrue en 2003, il est le receveur le plus utilisé par l'équipe. Il joue 87 parties derrière le marbre et 91 au total. Il maintient en offensive une moyenne au bâton de ,244 avec huit coups de circuit et 36 points produits. 
Il passe aux Red Sox de Boston le 27 janvier 2006 lorsque les Indians transfèrent le voltigeur Coco Crisp, le lanceur de relève David Riske et le lanceur des ligues mineures Randy Newsom en retour du receveur Kelly Shoppach, du joueur de troisième but Andy Marté et du releveur Guillermo Mota. Le passage de Bard à Boston ne dure toutefois que le temps de six parties en 2006 puisque le 1er mai les Red Sox l'échangent aux Padres de San Diego en compagnie du lanceur Cla Meredith pour récupérer le receveur favori de Tim Wakefield, Doug Mirabelli. 
À San Diego, Bard s'illustre en frappant pour une moyenne de ,338 en 93 parties avec neuf circuits et 40 points produits. Sa moyenne au bâton pour la saison, incluant le bref passage à Boston, s'élève à ,333 en 100 matchs joués et 249 passages au bâton. Il aide son club à se qualifier pour les séries éliminatoires mais les Padres sont battus par Saint-Louis dès le premier tour.
En 2007, le receveur présente certaines de ses meilleures statistiques offensives en carrière. Il réussit de nouveaux records personnels de coups sûrs (111), de doubles (27), de points produits (51) et de points marqués (42). Cependant, ses statistiques chutent drastiquement en 2008 et, devenu agent libre, il quitte les Padres pour rejoindre les Nationals de Washington.
Bard est le receveur le plus utilisé par les Nationals durant la saison 2009.
Il rejoint en 2010 les Mariners de Seattle où il travaille comme receveur substitut à Adam Moore la première année. En 2011, il est relégué au club-école des ligues mineures des Mariners à Tacoma mais est rappelé à la fin juin lorsque les deux receveurs de Seattle, Miguel Olivo et Chris Gimenez, se blessent. Il frappe deux circuits et produit 11 points en 26 matchs joués pour les Mariners.
Bard rejoint en décembre 2011 les Dodgers de Los Angeles et est invité à leur entraînement de printemps de 2012. Il est retranché par l'équipe et libéré de son contrat le 29 mars, à quelques jours de l'ouverture de la saison.